# Lady Sybylla
Lady Sybylla, pseudônimo de Amanda Hoelzel (Curitiba, 13 de março de 1980) é uma escritora brasileira de ficção científica, pertencente à "terceira onda" da ficção científica brasileira.

## Biografia
Sybylla nasceu em 1980, em Curitiba, tendo se mudado para São Paulo ainda na infância. Formada em geografia pela Universidade Cruzeiro do Sul, com licenciatura e bacharelado, é especialista no ensino de geografia pela Universidade Estadual de São Paulo e mestra em paleontologia pela Universidade de São Paulo.
Com pseudônimo Lady Sybylla, escreveu contos publicados de maneira independente no blog pessoal e posteriormente na plataforma de autopublicação da Amazon Brasil, a autora ganhou notoriedade com a organização das coletâneas gratuitas para download de ficção científica feminista, junto da também escritora Aline Valek, Universo Desconstruído Volume 1 e Universo Desconstruído Volume 2, as primeiras coletâneas deste subgênero da ficção científica no Brasil, e pela tradução e publicação, também de forma gratuita, do primeiro conto de ficção científica feminista de Roquia Sakhawat Hussain, chamado de O sonho da sultana, originalmente publicado na Índia Britânica, em 1905.
Em 2017 publicou pela editora Dame Blanche a noveleta Deixe as estrelas falarem, indicado pela revista Galileu e pela revista Trip como obras para se conhecer melhor a ficção científica brasileira. Em 2018 teve o conto Cão 1 está desaparecido incluído na multipremiada coletânea Fractais Tropicais, da SESI-SP Editora. Em 2019, participou da coletânea Simulacro & Simulação, da editora Lendari e a novela Por uma vida menos ordinária, pela editora Dame Blanche. Em 2020, publicou na coletânea Vislumbres de um futuro amargo, da Agência literária Magh.

## Obras publicadas
- Universo Desconstruído Vol. 1 (2013) - publicação independente
- Universo Desconstruído Vol. 2 (2015) - publicação independente
- Deixem as estrelas falarem (2017) - editora Dame Blanche
- Fractais Tropicais (2018) - SESI-SP Editora
- Por uma vida menos ordinária (2019) - editora Dame Blanche
- Simulacro & Simulação (2019) - editora Lendari
- Histórias (mais ou menos) assustadoras (2019) - Agência Magh
- Vislumbres de um futuro amargo (2020) - Agência Magh

### Outros contos e livros
- Cão de Ares (2012)
- Mais Um Dia Glorioso em Tau Ceti! (2015)
- Cão 1 está desaparecido (2015)
- Diga meu nome e eu viverei (2016)
- Missão Infinity (2016)
- Manual de Operações: Os melhores textos do Momentum Saga (2017)
- Olhos de Centauro (2017)
- Kamikaze (2017)
- Viva mais um dia (2018)
- Os Mortos Milenares (2022)